# 武汉理工大学
武漢理工大學，简称武理工，位於“九省通衢”的中国湖北省武漢市，为中华人民共和国教育部直属的全国重点大学，其历史追溯于1898年创立的湖北工艺学堂（武汉工业大学前身）、1958年创建的武汉工学院（武汉汽车工业大学前身）、1946年设立的的国立武昌海事职业学校（武汉交通科技大学）。三校于2000年5月27日合并成立武漢理工大學。武漢理工大學是首批列入中国国家“211工程”重点建设的教育部直属全国重点大学，是首批列入国家“双一流计划”建设的高校，是教育部和交通运输部、国家国防科技工业局共建高校。70年来，学校共培养了近50万名高级专门人才，是教育部直属高校中为建材建工、交通、汽车三大行业培养人才规模最大的学校，已成为中国“三大行业”高层次人才培养和科技创新的重要基地。

## 歷史
武漢理工大學是2000年5月27日由原武漢工業大學、武漢汽車工業大學、武漢交通科技大學三所大學合併組建而成。武漢理工大學歷史最早可追溯至1898年湖北工藝學堂，為求簡潔明瞭，此處僅列高等教育學院以上部分。

### 武漢工業大學
（原隸屬國家建築材料工業局，後隸屬教育部）

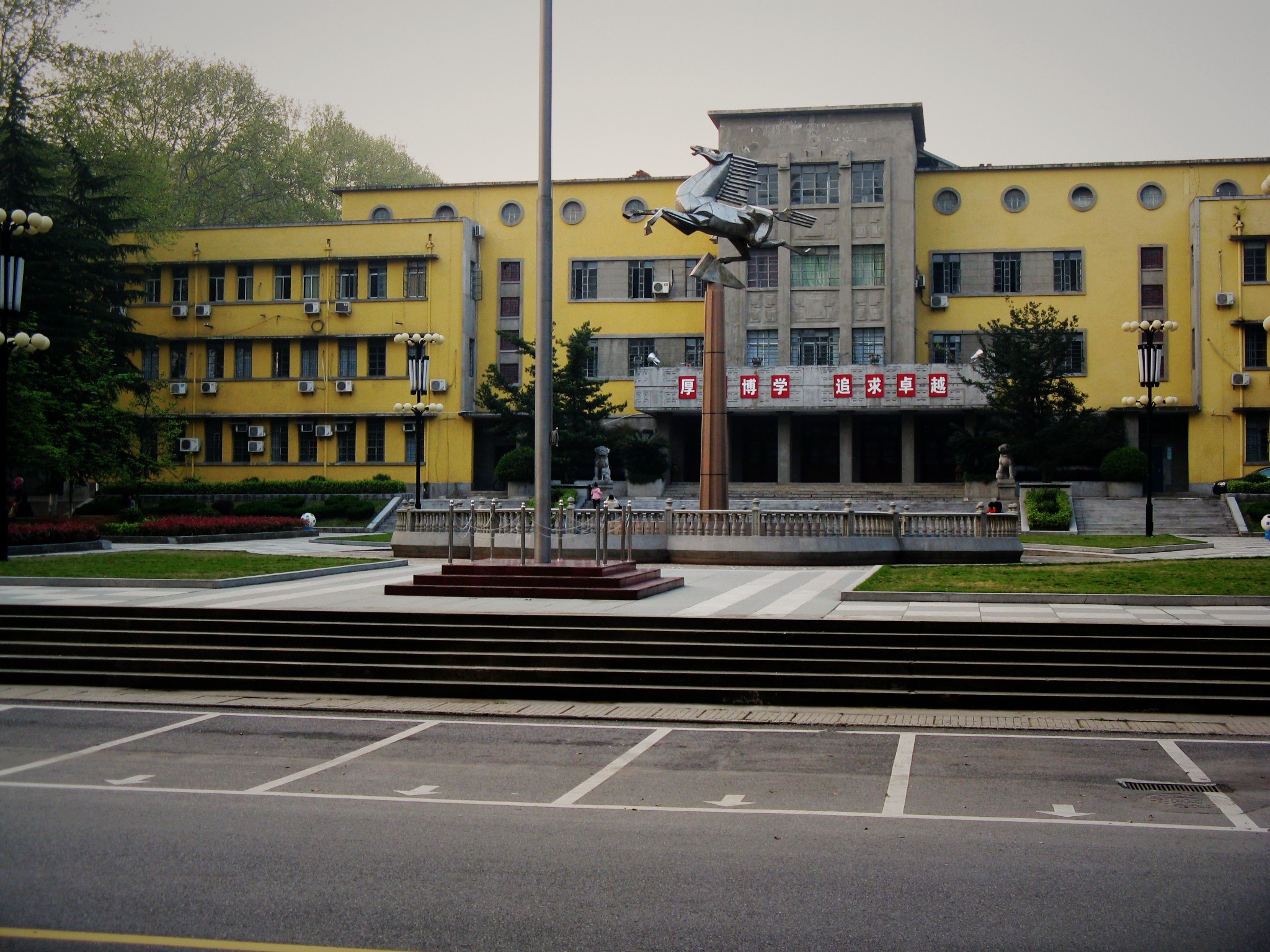
武汉理工大学飞马广场

- 1971年10月，北京建築工業學院、武漢建築工程學校合併組建湖北建築工業學院。
  - 北京建築工業學院
    - 1958年，建工部高級幹部學校升格為北京建築工業學院。
    - 1958年，瀋陽建築材料工業學院(本科部分)併入北京建築工業學院。
    - 1960年，北京矽酸鹽工業學院併入北京建築工業學院。
    - 1960年，建築機械、工藝和地質勘察院的水文地質等大專班併入北京建築工業學院。
    - 1969年10月，北京建筑工业学院南迁至湖南常德。

  - 武漢建築工程學校
    - 1958年5月，武漢建築工程學校升格為武漢建築工程專科學校。
    - 1958年底，武漢建築工程專科學校升格為武漢建築工業學院。
    - 1960年，武漢建築工業學院更名為武漢城市建設學院。
    - 1961年，武漢給水排水專科學校(給排水專業)併入武漢城市建設學院。
    - 1964年，武漢城市建設學院改建武漢建築工程學校。
- 1978年5月，湖北建築工業學院被列为新增的全国重点大学，重新新划归国家建筑局领导，并更名為武漢建築材料工業學院。
- 1980年，经国务院批准，武汉建材学院在原北京建筑工业学院旧址成立了北京研究生部。
- 1985年8月，武漢建築材料工業學院更名為武漢工業大學。
- 1997年9月，武汉工业大学通过“211工程”建设项目立项审核，成为首批211工程重点建设大学。
- 1998年，武汉工业大学由建材总局所属划归为教育部，成为教育部直属重点大学。
- 2000年5月27日，经中华人民共和国国务院批准，由分属于教育部、交通部、中国汽车工业总公司的武汉工业大学、武汉交通科技大学、武汉汽车工业大学三校合并，学校中文名称更改为武汉理工大学，英文名称不变。

### 武漢汽車工業大學
（原隸屬機械工業部，後隸屬中國汽車工業總公司）
- 1958年6月25日，为了适应工农业生产大跃进的需要和满足武汉地方工业建设对人才的迫切需求，中共武汉市委决定创办武汉工学院。经过反复调查，确定将武昌马房山武汉师范学院分部（原湖北师范专科学校)作为校址。
- 1958年10月27日，武漢工學院創建。
- 1960年，華中工學院汽車製造專業併入武漢工學院。
- 1961年，湖北工學院（1958年创建）的本科部分与湖北化工學院（1958年创建）併入武漢工學院。
- 1970年，武漢工學院、湖北農業機械專科學校合併組建湖北農業機械學院。
  - 1958年10月20日，湖北省農業學校升格為湖北省農業機械專科學校。
- 1978年，湖北农业机械学院由湖北省领导转为由第一机械工业部领导。
- 1979年，武漢工學院恢復名稱。
- 1982年，武漢工學院转为机械工业部领导。
- 1983年9月，武漢工學院划归为中国汽车工业总公司领导。
- 1985年10月，武汉工学院更名为武汉工业技术大学。同年12月，校名恢复为武汉工学院。
- 1995年，武漢工學院更名為武漢汽車工業大學。
- 1996年5月，中国汽车工业总公司与武汉市政府共建武汉汽车工业大学。
- 1997年，武汉汽车工业大学通过了国家“211”工程重点学科部门预审。
- 2000年5月27日，武漢工業大學、武漢汽車工業大學、武漢交通科技大學合并，学校中文名称更改为武汉理工大学。

### 武漢交通科技大學
（隸屬交通部）

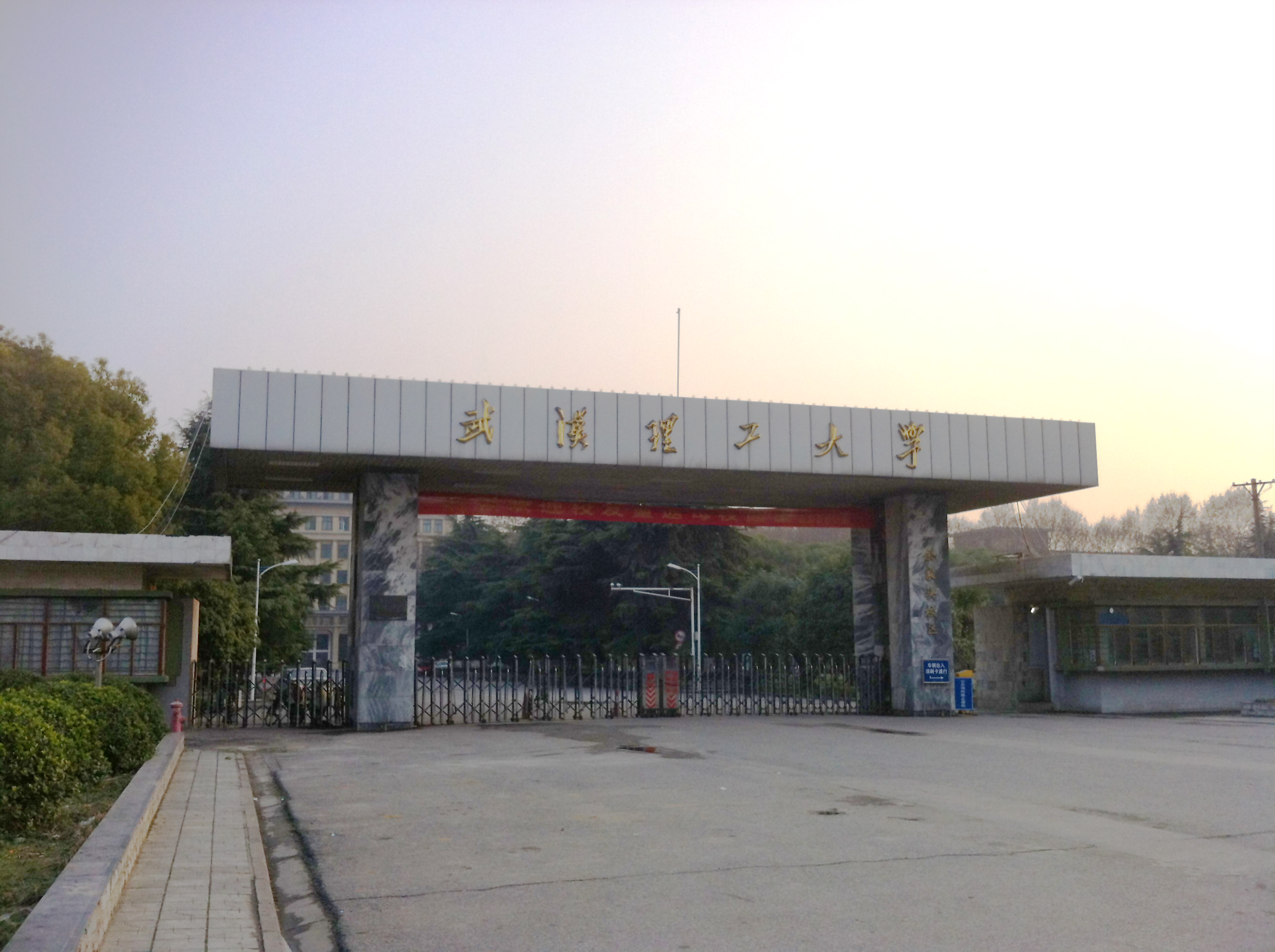
武汉理工大学余家头分校

- 1946年1月，国立武昌海事职业学校创建，校址设于武昌下新河。
- 1949年7月，中原人民政府在原國立武昌海事职业學校基础上创建中南交通學院，校址设于汉口宝丰路。原海事职业学校改为航业系。
- 1951年1月，中南交通学院改属中央人民政府交通部领导，更名为武汉交通学院，由汉口迁至原海事职业学校旧址。
- 1952年，全國多所高校船舶專業併入武汉交通学院，校名更名为武汉河运学院。
- 1954年，大連海運學院航運專業併入武汉河运学院。
- 1956年，在武昌余家头兴建校舍。
- 1957年1月，武汉河运学院更名為武漢水運工程學院。全國多所高校水運專業併入武漢水運工程學院。
- 1963年，全國多所高校造船專業併入武漢水運工程學院。
- 1979年，交通部武漢河運學校升格為武漢河運專科學校。
- 1993年11月，武漢水運工程學院、武漢河運專科學校合併組建武漢交通科技大學。
- 1996年12月，交通部与湖北省签署共同建设武汉交通科技大学的协议。
- 1998年，武汉交通科技大学部分学科通过211工程预审。
- 2000年5月27日，武漢工業大學、武漢汽車工業大學、武漢交通科技大學合并，学校中文名称更改为武汉理工大学。

### 武汉理工大学
- 2000年5月27日，武汉工业大学、武汉交通科技大学、武汉汽车工业大学合并组建武汉理工大学，隶属教育部。[3]
- 2008年，入选“高等学校学科创新引智计划”（“111计划”）。
- 2010年6月，入选教育部第一批“卓越工程师教育培养计划”高校。
- 2016年，成为国家国防科技工业局和教育部共建高校。
- 2017年9月，入选世界一流学科建设高校。
- 2018年3月，入选教育部首批新工科研究与实践项目。
- 2018年11月，入选第一批全国普通高校中华优秀传统文化传承基地。

## 校园环境
武漢理工大學有兩大校區，占地面積共4000多畝，校舍總建築面積近156萬平方米。其中馬房山校區位于武昌馬房山（珞獅路122號，由原武汉工业大学、武汉汽车工业大学校园构成，另在雄楚大街有南湖新校区），余家頭校區位于武昌余家頭（和平大道1178號,原武漢交通科技大學校园）。武漢理工大學擁有功能完備的現代化圖書館四座，館藏圖書390余萬冊。

## 科研实力
学校形成以工学为主，理、工、经、管、艺术、文、法等多学科相互渗透、协调发展的学科专业体系。现有一级学科博士学位授权点19个，一级学科硕士学位授权点46个，博士后科研流动站17个；有16个硕士专业学位授权类别，40个硕士专业学位授权领域。材料学科、工程学科和化学学科进入了世界ESI学科排名的前5‰。现有本科专业90个，其中国家特色专业15个、卓越工程师教育培养计划试点专业28个、国家综合改革试点专业4个、国家战略性新兴产业专业2个。学校建有材料复合新技术国家重点实验室、硅酸盐建筑材料国家重点实验室、光纤传感技术国家工程实验室、国家水运安全工程技术研究中心等40个国家级和省部级科研基地，建有内河智能航运交通运输部协同创新中心、汽车零部件技术湖北省协同创新中心、安全预警与应急联动技术湖北省协同创新中心等3个省部级协同创新中心，与地方政府和行业企业共建科技合作与成果转化机构230余个。2010年以来，学校以第一完成单位获国家科技奖励15项，位居全国高校前列。

## 院系設置
| - 理學院 （页面存档备份，存于） - 數學系 - 統計學系 - 物理科學與技術系 - 工程結構與力學系 - 管理學院 （页面存档备份，存于） - 管理科学与信息管理系 - 创新创业与运营管理系 - 财务与会计系 - 组织与人力资源管理系 - 市场营销系 - 交通學院 （页面存档备份，存于） - 交通運輸系 - 交通工程系 - 港口航道工程系 - 道路與橋樑工程系 - 船舶與海洋工程系 - 航運學院 （页面存档备份，存于） - 航海技術系 - 海事管理系 - 物流工程學院 （页面存档备份，存于） - 物流管理系 - 港口工程系 - 物流自動化系 - 機械設計與製造系 - 物流系統與技術系 | - 法学与人文社会學院 （页面存档备份，存于） - 法學系 - 政治系 - 教育系 - 新聞傳播系 - 經濟學院 （页面存档备份，存于） - 經濟學系 - 金融學系 - 國際經貿系 - 電子商務系 - 自動化學院 （页面存档备份，存于） - 自動化系 - 電氣工程系 - 外國語學院 （页面存档备份，存于） - 英語系 - 法語系 - 日語系 - 汽車工程學院 （页面存档备份，存于） - 汽車工程系 - 車用動力系 - 汽車運用工程系 - 信息工程學院 （页面存档备份，存于） - 通信工程系 - 資訊工程系 - 電子資訊工程系 - 電子科學與技術系 - 機電工程學院 （页面存档备份，存于） - 包裝工程系 - 工業工程系 - 測控技術與儀器系 - 機械工程系 - 過程裝備與控制工程系 | - 化學化工与生命科学學院 （页面存档备份，存于） - 化學工程系 - 制藥工程系 - 藝術與設計學院 （页面存档备份，存于） - 動畫系 - 藝術學系 - 工業設計系 - 環境藝術設計系 - 視覺傳播藝術系 - 數碼設計藝術系 - 政治與行政學院 - 哲學系 - 社會學系 - 政治學系 - 行政管理系 - 材料科學與工程學院 （页面存档备份，存于） - 材料科學系 - 金屬材料工程系 - 材料加工工程系 - 複合材料與工程系 - 高分子材料與工程系 - 無機非金屬材料工程系 - 無機非金屬材料工程系 - 材料成型與控制工程系 - 能源與動力工程學院 （页面存档备份，存于） - 油氣儲運系 - 能源與動力工程系 - 輪機工程系 - 電腦科學與技術學院 （页面存档备份，存于） - 電腦科學系 - 電腦技術系 | - 土木工程與建築學院 （页面存档备份，存于） - 建築系 - 土木工程系 - 市政工程系 - 工程管理系 - 資源與環境工程學院 （页面存档备份，存于） - 資源開發工程系 - 區域規劃與管理系 - 礦物加工與材料工程系 - 環境科學與環境工程系 - 马克思主义学院 （页面存档备份，存于） - 安全科学与应急管理学院 （页面存档备份，存于） - 國際教育學院 （页面存档备份，存于） - 创业學院 （页面存档备份，存于） - 體育部 （页面存档备份，存于） - 艾克斯马赛学院 |

## 历任校长
- 周祖德（2000年5月—2010年6月）
- 张清杰（2010年6月—2021年12月）
- 杨宗凯（2021年12月—2025年7月）
- 王发洲（2025年7月-）

## 合作院校
武漢理工大學與国内外100多所大學建立姊妹院校和合作關係。

### 中外合作办学
武汉理工大学与英国威爾斯三一聖大衛大學2016年开设中外合作办学机构威尔士三一圣大卫大学武汉理工学院[1]。
武汉理工大学与法国艾克斯-马赛大学2018年开设中外合作办学机构艾克斯-马赛学院[1]。

## 著名校友
| 【學界】 - 张清杰 中国科学院院士、武漢理工大學校长 - 薑德生 中國工程院院士、武漢理工大學教授 - 张联盟 中国工程院院士、武汉理工大学教授 - 严新平 中国工程院院士、武汉理工大学教授 - 傅正义 中国工程院院士、武汉理工大学教授 - 歐進萍 中國工程院院士、大連理工大學校長 - 金東寒 中央候补委员、中國工程院院士、上海大学党委书记、校长 - 程一兵 澳大利亞工程院院士、莫納什大學工學院副院長、国家“千人计划”特聘专家、武汉理工大学教授 - 南策文 中國科学院院士、清華大學特聘教授、973計畫首席科學家 - 朱正昌 山東大學黨委書記 - 丁烈雲 中国工程院院士、华中科技大学校长 - 丁汉 中国科学院院士、华中科技大学机械科学与工程学院院长、数字制造装备与技术国家重点实验室主任 - 丁漢初 華中科技大學常務副书记 - 聂祚仁 中国工程院院士、北京工业大学副校长 - 陳鐵群 華南理工大學副校長兼研究生院院長 - 何书平 武汉邮电科学研究院副院长 - 鄧鏗 美國路易斯安那州立大學終身教授、美國《數學評論》評論員 - 尚鋼 湖北大學黨委書記 - 王攀 陶崇园事件中的导师 【商界】 - 梁华 华为技术有限公司董事长 - 李永安 中國三峽總公司總經理、中國長江電力股份有限公司董事長 - 賀 恭 三峽截流工程總指揮，中國華電集團公司黨組書記、總經理 - 魏家福 中國遠洋運輸集團董事长 - 張富生 中國遠洋運輸集團黨組書記 - 徐茂栋 星河互联控股集团创始人、董事局主席 - 俞曾港 中國遠洋運輸集團有限公司副总经理 - 宋志平 中國建材股份有限公司董事長、中國建築材料集團公司董事長 - 李建红 中国招商局集团董事、总裁，中国国际海运集装箱（集团）股份有限公司董事长 - 贾宝军 中国中钢集团总裁、中钢股份董事长 - 姚平 中国外运长航集团有限公司副总裁 - 吴强 中国船舶工业集团公司党组成员、副总经理 - 宋海良 中国交通建设股份有限公司党委常委，副总裁、上海振华重工（集团）股份有限公司董事长 - 于国波、张海 中国中材集团有限公司副总经理 - 周育先 中国国新控股有限责任公司副总经理 - 陈华元 中国建筑第三工程局有限公司董事长 - 方胜利 中国建筑第七工程局有限公司总经理 - 司國晨 中材建設有限公司董事長兼總經理 - 彭毅 中国中煤能源集团副总经理,总会计师、中國中煤能源股份有限公司副董事长 - 彭壽 中国工程院院士、中國建材國際工程有限公司董事長、凯盛科技集团公司董事长 - 劉衛東 东风汽车公司党委常委、副总经理 - 杨青 东风汽车公司党委常委、副总经理 - 张竞竞 长安汽车股份有限公司副总裁 - 孙承铭 招商局集团有限公司副总裁、招商局蛇口工业区有限公司董事长 - 王兵 北新集团建材股份有限公司党委书记、董事长 - 曾劲 北京金隅股份有限公司总经理 - 张页 上海航运交易所总裁 - 胡德林 新丰泰控股有限公司董事局主席及执行董事 - 刘建波 上海振华重工（集团）股份有限公司副总裁 - 金志宏 中信工程设计建设有限公司总经理 - 熊爱华 中信正业投资发展有限公司总裁 - 姜崇洲 保利房地产（集团）股份有限公司中部区域董事长 - 姚佐平 上汽通用五菱汽车有限公司党委书记、副总经理 - 袁智军 广西汽车集团有限公司总裁 - 李兴湖 福建省交通运输集团有限责任公司董事长、党委书记 - 周逵 红杉资本中国基金合伙人 - 刘启明 泛亚汽车技术中心有限公司执行副总经理 - 刘楠 天海融合防务装备技术股份有限公司董事长 - 黄维和 中国工程院院士、中国石油天然气股份有限公司总工程师、副总裁 - 徐曙 康得新集团CEO - 耿建明 荣盛房地产发展股份有限公司董事长 - 段彩均 重庆钢铁集团有限责任公司总经理 - 王国强 中国第一汽车集团公司党委常委、副总经理 - 龙泉 国泰财产保险有限责任公司总经理 - 卢宗俊 中谷海运集团有限公司董事长 - 张国良 连云港鹰游纺机集团董事长 - 张文明 武汉斗鱼网络科技有限公司联合创始人兼联席CEO - 喻信东 湖北泰晶电子科技股份有限公司 董事长、总经理 - 李葉青 華新水泥股份有限公司總裁、黨委書記 - 陳木森 華新水泥股份有限公司董事長 - 张方晶 东风裕隆汽车有限公司党委副书记 - 郭浩达 中国投资有限责任公司监事长 - 徐自力 海南罗牛山控股集团有限公司副董事长 - 宋德星 中国外运长航集团有限公司副董事长、党委常委 - 郝健 武汉商联（集团）股份有限公司董事、副总经理，武汉中商集团股份有限公司董事长，武商集团股份有限公司董事 - 胡显源 宗申产业集团有限公司执行总裁 - 郭光 招银金融租赁有限公司总裁 - 包起帆 上海国际港务（集团）股份有限公司副总裁 - 龙传华 湖北省交投集团公司党委副书记、总经理 - 安进 江淮汽车集团副董事长、总裁、总经理 - 刘伟 中国重汽集团副总经理 - 舒健 三环集团公司董事长、总经理 - 高红卫 湖北省三环专用汽车有限公司董事长、总经理 - 孙波 中国耀华玻璃集团副总经理 - 齐生立 安徽海螺集团有限公司副总经理 - 陈刚 上海振华重工（集团）股份有限公司副总裁 - 余明清、金乐永 中材股份有限公司副总裁 - 陳潮 深圳國際控股有限公司副主席兼總裁 - 曾南 中國南玻集團股份有限公司董事、首席執行官兼總裁 - 武愛斌 南京朗坤軟件有限公司董事長、兼總裁 - 陳健 聚友集團董事長 - 陳蕾 國家游泳中心‘水立方’執行總工程師 | 【政界】 - 羅清泉 中共中央委員、中共湖北省原省委書記 - 石秀詩 中共中央委員、全國人大財經委主任、貴州省原省長 - 張紀南 中央委员、人力资源和社会保障部部长 - 陳全國 中央政治局委员、新疆党委书记 - 乔龙德 中国建筑材料联合会党委书记、会长 - 王永康 中央候补委员、陕西省委常委、西安市委书记 - 湯濤 人力资源和社会保障部副部长 - 王炯 十九届中央候补委员，重庆市政协主席、党组书记 - 翁祖亮 上海市委常委，浦东新区区委书记，中国（上海）自贸区管委会主任 - 费志荣 广西壮族自治区人民政府副主席、党组成员 - 蔣明麟 全國政協常委、民族和宗教委員會副主任 - 劉鄂 原交通部副部長 - 林茂光 中國人民解放軍空軍少將，廣州軍區空軍建設局局長 - 黄关春 湖南省委常委、政法委书记 - 徐晓 共青团中央书记处书记兼团中央直属机关党委书记 - 张骥 商务部部长助理、党组成员 - 赵建才 河南省人大常委会副主任、党组成员 - 陈鸣明 贵州省副省长 - 胡曙光 武汉市政协主席、党组书记 - 肖跃华 交通运输部东海救助局局长、党组副书记 - 刘亮 长江三峡通航管理局局长 - 袁宗祥 山东海事局局长、党组书记 - 刘海军 十堰市委委员、常委、副书记 - 汤飞帆 衢州市委副书记、代市长 - 王进足 福州市委常委、福清市委书记 - 周振武 湖北省委政法委副书记、省维稳办主任 - 王小青 青海省人大常委會副主任、中共青海省海東地委書記 - 黃關春 中共孝感市市委書記 - 潘世建 廈門市人民政府副市長 - 饒中享 武漢海事法院副院長，海商法教授 - 高法新 湖北省知識產權局副局長、黨組成員 - 舒正榮 湖北省知識產權局副局長、黨組成員 |

## 相关争议

### 研究生陶崇园跳楼案
2018年3月26日，因长期受导师王攀压迫，武汉理工大学研究生三年级学生陶崇园跳楼自杀。据报道，陶崇园本科毕业时，王攀为劝陶崇园在其手下读研，曾书面承诺推荐他去海外读博或作访问研究，但临近硕士毕业时，王攀却阻碍陶崇园出国求学和找工作。陶崇园的姐姐更称，读研期间，王攀要求陶崇园几乎每晚八点左右都要去其家中，并着其帮忙买饭、洗衣服、将一部分奖学金捐给研究所，甚至要求进门鞠躬并称呼他为“爸爸”。校方方面则回应称，公安机关调查结论为高坠死亡，排除他杀，学校亦成立了专班调查和处置。因过去数年西安交通大学、南京邮电大学等高校亦发生过研究生或博士受压榨以至不堪压力自杀的类似个案，本次事件再次将大部分中国高校的研究生和博士生教育都实行的导师制推入质疑声中。
该事件发生后在网络上掀起广泛热议，并登上微博热搜，但不久即被换下，在大陆问答网站知乎上也掀起广泛讨论，官方曾于2018年4月2日上线一期知乎专题：武汉理工大学研三学生陶崇园跳楼自杀，然而4月5日知乎内相关内容皆被删除。2018年4月5日01:51，微博ID陶崇园姐姐发微博声明“网上的炒作超出预期”“向学校和老师造成了不良影响”，并致歉，不久微博删除。
4月8日中午， 武汉理工大学官方微博发布了“陶崇园坠亡事件”情况通报，称“导师王攀存在与学生认义父子关系等与教学科研无关的行为等情况，未发现王攀存在阻挠陶崇园本科毕业时到其他高校读硕士及硕士答辩、侵占学生经济利益、让学生到其家中洗衣服做家务等行为。调查情况已向学生家属进行反馈。学校已停止王攀的研究生招生资格”。网友对此通报大多表示不满，认为该通报敷衍至极，漏洞百出，指其用词模糊不清，且没有说明王攀在陶崇园研究生毕业后就业、读博等方面是否有干扰，每晚聊天是否有性侵犯，很多事实无法解释。该声明微博在发出一小时后收到数万评论，绝大部分是批评该声明漏洞百出，随后该微博被禁止评论。
大部分媒体在转发武汉理工大学声明后也限制了用户评论，社交平台上对该事件的进一步讨论被大范围限制。社会上对该事件的关注逐渐降低，之前的相关报道等也被逐渐删除。

#### 王攀复出遭社会谴责未果
2020年11月20日，武汉理工大学研究生院官网发布《关于学校2020年通过博士、硕士研究生招生资格审核的教师名单公示》，其中王攀位列通过硕士研究生招生资格审核教师名单之中，引发网络热议，也引起了武汉理工大学部分学生及诸多校外人士的不满与抵制。11月27日，武汉理工大学发布通报，决定王攀的硕士研究生招生资格不予通过。

### 本科生跳楼案
根据校方公告，2019年4月8日清晨，一名一年级男生在教学楼坠亡，警方初步排除了刑事案件的可能。此前一封疑似该男生的遗书在网络上流传，其中男生自述受到江姓辅导员的批评。校方对此回应称，并未发现辅导员工作中存在辱骂学生等过激言论的情况，事发前也没有针对该男生的批评。

## 外部連結
- 武漢理工大學官网
- 武漢理工大學新聞經緯
- 武漢理工大學圖書館
- 武漢理工大學校友會
- 武汉理工大学详细的大学排名图表